# Gobierno de Palestina
El Gobierno de Palestina es el gobierno del Estado de Palestina o la Autoridad Nacional Palestina. Desde junio de 2007, existen dos gobierno en competencia en los territorios palestinos, uno en Cisjordania reconocido como Gobierno de la Autoridad Nacional Palestina y el gobierno en la Franja de Gaza. Hasta junio de 2014, cuando se formó el Gobierno de unidad nacional Palestina, el gobierno de Cisjordania estaba dominado por Fatah y la Franja de Gaza, se mantenía bajo el gobierno de facto de Hamás. El 23 de abril de 2014 se firmaron los acuerdos entre Fatah-Hamás y el 23 de septiembre de 2014, Hamás acordó permitir que el gobierno de la Autoridad Nacional Palestina retomara el control sobre la Franja de Gaza y sus puestos fronterizos con Egipto e Israel. El acuerdo se rompió en junio de 2015. En octubre de 2017 con la mediación de Egipto se alcanzó un nuevo acuerdo entre Hamás y Fatah pero sus medidas apenas llegaron a aplicarse. Ante el fracaso del acercamiento entre Fatah y Hamás el primer ministro Rami Hamdala y los ministros de su gobierno dimitieron el 29 de enero de 2019.
En abril de 2019 el presidente Abbas nombró un nuevo gobierno encabezado por el economista, antiguo ministro y miembro del Comité Central de Fatah Mohammad Shtayyeh. Hamás señaló que el nuevo gobierno ahonda la división interna.

## Historia
Las siguientes organizaciones han reclamado o ejecutado autoridad sobre el pueblo palestino en el pasado:
- Alto Comité Árabe, órgano político principal de la comunidad árabe en el Mandato Británico de Palestina, autoproclamado "el único representante de todos los árabes de Palestina".[6] Fue creado el 25 de abril de 1936 por iniciativa de Hajj Amin al-Husayni, el gran muftí de Jerusalén. El Comité fue prohibido por las autoridades británicas en septiembre de 1937.   
  - Primer Comité 1936-1937 (Alto Comité Árabe)
  - Segundo Comité 1945-1948 (Alto Comité Árabe)

- El gobierno de toda Palestina, una entidad palestina establecida por la Liga Árabe en la Franja de Gaza ocupada por Egipto el 22 de septiembre de 1948, fue disuelto por Egipto en 1959.

- La Organización de Liberación de Palestina ha sido el representante oficial del pueblo palestino a nivel internacional desde 1964.

El Comité Ejecutivo de la Organización de Liberación de Palestina (OLP) es el máximo órgano ejecutivo de la OLP. Mahmoud Abbas ha sido presidente de la CE desde la muerte de Yasser Arafat en noviembre de 2004. El CE representa al pueblo palestino, supervisa a los diversos organismos de la OLP, ejecuta las políticas y decisiones de la OLP y maneja los problemas financieros de la OLP. [4] El CE representa a la OLP a nivel internacional, [4] y actúa como el gobierno del Estado de Palestina.

### Gobiernos de la Autoridad Nacional Palestina
La Autoridad Nacional Palestina es un organismo administrativo interino establecido por la OLP en virtud de los Acuerdos de Oslo de 1993. De conformidad con los Acuerdos de Oslo, el gobierno de la Autoridad Palestina solo tenía autoridad sobre algunos derechos civiles de los palestinos en las Áreas A y B de Cisjordania y en el Franja de Gaza, y sobre la seguridad interna en el Área A y en Gaza. Una de las tareas de seguridad fue la cooperación de seguridad entre Israel y la Autoridad Palestina, que, entre otras cosas, tenía como objetivo prevenir los ataques palestinos contra el ejército y los colonos israelíes. Hasta 2007, ejerció el control de las áreas pobladas en el Área A y B de Cisjordania y en la Franja de Gaza:
- El Gobierno de la Autoridad Nacional Palestina de 1996 se formó después de las primeras elecciones generales celebradas el 20 de enero de 1996. Fue encabezado por el presidente de la OLP, Yasser Arafat, y estuvo vigente hasta el 29 de abril de 2003.

- Gobierno palestino de octubre de 2002 (ANP)
- Gobierno palestino de noviembre de 2003 (ANP)
- Gobierno palestino de marzo de 2006 (ANP)

- Gobierno palestino de marzo de 2007 (ANP, unitario de Hamás y Fatah)

### División de Fatah y Hamás
Desde junio de 2007, los gobiernos dirigidos por Fatah han ejercido la autoridad en Ramala, Cisjordania, y han sido reconocidos como el gobierno oficial de la Autoridad Nacional Palestina; mientras que Hamás tomó el control en la Franja de Gaza, ha ejercido el control de facto allí, expulsando a los representantes de Fatah ANP en junio de 2007.
- Gobierno de Fatah en Cisjordania
  - Gobiernos palestinos de junio-julio de 2007 (ANP, Fatah)
  - Gobierno palestino de 2009 (ANP, Fatah)
  - Gobiernos palestinos de 2013 (ANP, Fatah): se formaron dos gobiernos en 2013, en junio y septiembre, después de la actualización en las Naciones Unidas del estatus de Palestina como estado observador no miembro. Los molestos fueron liderados por Rami Hamdallah.
  - Gobierno palestino de 2015 (ANP, Fatah)
  - Gobierno palestino de 2019 (ANP, Fatah): el 18 gobierno palestino desde el establecimiento de la Autoridad Nacional Palestina en 2004, está liderado por Mohammad Shtayyeh, miembro del Comité Central de Fatah.

- Gobierno de la Franja de Gaza
  - Primer gobierno de Hamás 2007-2012 (Administración de Hamás en Gaza)
  - Segundo gobierno de Hamás, septiembre de 2012-2014 (Administración de Hamás en Gaza)
  - Tercer gobierno de Hamás de 2016-actual es el gobierno de facto de Gaza dominado por Hamás. Está compuesto por viceministros, directores generales y otros funcionarios de alto nivel, no vinculados directamente a la administración de Ramala. Inicialmente se especuló que el gobierno de Hamás de 2016 era un intento de Ismail Haniyeh para volver al control total de la franja de Gaza. Estados Unidos, Canadá, la Unión Europea, Japón e Israel clasifican a Hamás como una organización terrorista y no reconocen al gobierno. El gobierno de Hamás no está reconocido por la administración de Ramala del Estado de Palestina.
- Gobierno de Unidad Palestina
  - El Gobierno de Unidad Nacional Palestina se formó el 2 de junio de 2014, tras el Acuerdo de Reconciliación Fatah-Hamás de 23 de abril de 2014. Sin embargo, el Consejo Legislativo Palestino no presentó el Gobierno para su aprobación, lo que llevó a cuestionar su legitimidad. Los ministros eran nominalmente independientes, pero en general se consideraban leales al presidente Abbas y su movimiento Fatah o a facciones izquierdistas más pequeñas, y se creía que ninguno de ellos tenía vínculos estrechos con Hamás. Una característica de este gobierno es el nombramiento de Viceministros, directores generales y otros funcionarios de alto nivel para Gaza, que no están directamente vinculados a la administración de Ramala. El gobierno de 2014 renunció el 17 de junio de 2015, con la protesta de Hamás que no fue consultado.[9] En julio y diciembre de 2015, Abbas reorganizó el gabinete aunque mantuvo al primer ministro Rami Hamdala y nombró nuevos ministros sin consultar a Hamás, lo cual fue denunciado. Aunque Hamás no reconoció a los nuevos ministros y rechazó los cambios, la reorganización se llamó "técnica y no política" y el nuevo gabinete se presentó como un gobierno existente ligeramente modificado, todavía llamado "gobierno de consenso".[10]